# 和牛 (お笑いコンビ)
和牛（わぎゅう）は、吉本興業（東京本社）に所属していたお笑いコンビ。2006年結成。NSC大阪校26期生。2024年解散。THE MANZAI 2014ファイナリスト、M-1グランプリ2016・2017・2018 準優勝。

## メンバー
水田 信二（みずた しんじ、1980年4月15日 - ）（45歳）
ボケ担当、立ち位置は向かって左。
愛媛県伊予市出身。

川西 賢志郎（かわにし けんしろう、1984年1月29日 - ）（41歳）
ツッコミ担当、立ち位置は向かって右。
大阪府東大阪市出身。

## 経歴

### 2006年から2012年
2006年、2人から同時期にそれぞれ相方を探しているという相談を受けていたバイク川崎バイクが、仲を取り持ち出会った。バイク川崎バイクからお互いの連絡先を渡され、ビックカメラなんば店前で初対面を果たす。NSCにおいて同期であったが、紹介されるまでお互い面識はなかった。水田はすぐさまの結成には至れず一度断ったものの、M-1グランプリへ出たいと思った中で今まで出会った人を振り返ってみて一番真面目で素直に話を受け入れてくれた川西に連絡を取り、2006年12月にコンビ結成。コンビ名の由来は、水田の働いていたアルバイト先のステーキ屋で一番値段の高いコースが和牛のコースだったため。各々解散を繰り返したのちの同期から数年遅れた結成な上、劇場所属となるのにも1年半を費やした。その間はインディーズライブにて出演していた。結成当初の目標はM-1出場だった。
2008年 baseよしもとワラbでオーディション組から昇格し、12月には『オールザッツ漫才』（毎日放送）にてテレビ初出演を果たす。2009年3月 ワラbメンバーに初昇格。6月に和牛初の単独ライブを開催。2009年にはABCお笑い新人グランプリ決勝戦進出、M-1グランプリ準決勝進出、2010年にはキングオブコント準決勝進出と賞レースで結果を残し始める。2010年5月にはラジオ「オンスト」（YES-fm）のレギュラーもスタートした。2010年12月Baseよしもとの閉館に伴い、5upよしもとに拠点を移し活動。2011年にソーセージ、アインシュタインと共に毎月1回新ネタを披露するライブ『ソーセ牛シュタイン』をスタート。
2012年、よしもとのランキングシステムで後輩に抜かれるなどスランプに陥る。他の人がやっていないことをやらないと埋もれてしまうことに気付き、「へりくつ漫才」の原型を作り上げる。2012年10月からは、アキナ・和牛・アインシュタインの3組でユニットライブ『アキナ牛シュタイン』を定期開催。

### 2013年から2016年
2013年4月、『おはよう朝日です』（朝日放送テレビ）のレギュラーに抜擢される。第2回ytv漫才新人大賞への決勝進出を皮切りに、第3回THE MANZAIサーキットランキング13位、12月には第4代「煌〜kirameki〜Member」（キラメン7）に選ばれ賞レース常連組の仲間入りを果たす。年末のオールザッツ漫才ドリームジャンボ1分バトルでコント「公園」を披露し優勝した。
2014年、NHK上方漫才コンテストで賞レース初の優勝を成し遂げる。その後も第3回ytv漫才新人賞準優勝、THE MANZAI 2014決勝進出、M-1グランプリ2015決勝進出と結果を残し続けた。
2016年8月、コンビ結成10年目の節目に単独ライブを大阪・東京で開催。M-1グランプリ2016は準決勝敗退に終わったが、決勝当日に行われた敗者復活枠から決勝進出となり準優勝。この日以降人気が急上昇した。

### 2017年から2019年
2017年に入り和牛が出る日のチケットは即完売となるなど、吉本でライブのチケットが一番早く売り切れる若手芸人と言われるようになる。 春に大阪から東京に活動拠点を移し、8月から「和牛がチャンピオンになるための全国ツアー!!」を敢行。約2ヶ月で全国9箇所11公演を行い計68本の漫才を披露した。11月、和牛初となる単独DVDが発売された。M-1グランプリ2017では決勝までストレートで勝ち進むも、前年に続いて準優勝だった。
2018年、様々なメディアでブレイクしそうなお笑い芸人ランキングで1位に選ばれ、テレビの露出も増加した中、4月には和牛にとっては初であり水田の念願だった地元愛媛での冠番組『和牛のA4ランクを召し上がれ!』（南海放送）がスタートした。4月、第53回上方漫才大賞奨励賞を受賞。全国ツアー『ホールでみんなで騒ごやないか!近隣の人達に迷惑かけんとこな!』を1,000人近いキャパシティを持つホールを中心に全国6箇所で行った。またこのタイミングでネットにも正式進出。クックパッド提供ネット生配信番組『和牛キッチン - 川西シェフと助手水田 - 』がレギュラースタートした。12月、M-1グランプリ2018は決勝までストレートで勝ち進んだが1票差でまたしても準優勝。3年連続での準優勝となった。
2019年4月には初の全国レギュラーでMCを務める番組『断ちごはん〜和牛もいただきます〜』（BS日テレ）がスタートし、全国放送の番組に呼ばれるようになる。その傍ら企業プロモーションの仕事も入るようになり、2019年テレビCMブレイクランキング第3位にも選ばれた。『日経エンタテインメント!』（日経BP）で行われた2019年お笑い芸人人気調査「好きな芸人」6位「この1年で最もブレイクした芸人」3位、週刊文春（文藝春秋）「好きな芸人」ランキング4位にも選ばれる。単独ライブツアー『和牛の全国ツアー2019「いま、会いにいきます 〜そして漫才します〜」』を全国8箇所で敢行。特に愛媛県の会場であるIYO夢みらい館（伊予市文化交流センター）は本単独ライブがこけら落とし公演となった。
M-1グランプリ2019は準決勝敗退となり、それがYahoo!ニュースのトップページに載るなど、M-1の歴史に残る敗退が話題となった。その後行われた敗者復活戦を制し、決勝本戦へ進出。しかしながらぺこぱに2点差で敗れ4位、最終決戦にはあと一歩及ばなかった。2019年12月25日放送の『和牛のモーモーラジオ』（文化放送）内で、2019年を最後にM-1グランプリから卒業する意向を示した。

### 2020年から2024年の解散
2020年6月、生配信料理番組『和牛キッチン 川西シェフ・助手水田』が書籍化。この中で累計視聴者数が38万人以上だったことが明らかとなった。週刊文春オンライン「好きな芸人2020」ランキング2位。
2021年1月2日、なんばグランド花月で行われた本公演にて初めて、12月5日には全公演トリを務めた。2021年3月放送の『情熱大陸』（TBSテレビ）では年間500ステージ舞台へ立つ漫才師として取り上げられた。第6回上方漫才協会大賞 特別賞を受賞。
2023年12月12日、お笑いに対する熱意などの格差を理由に、2024年3月末をもって解散すると発表した。
2024年3月31日をもってコンビを解散した。コンビ解散以降もそれぞれ芸人の活動を継続する。

## 芸風
高い演技力と緻密な構成力を活かした漫才を得意とする。「正直で細かいところが気になる」水田と、「物腰柔らかいが決めたことは曲げない」川西2人の素のキャラクターに演技力が加わった形式が多い。ネタを作るにあたっては「整合性・一貫性を持たせる」こと、「嘘をつかない」ことを意識している。
和牛結成前に別々のコンビで活動していた2人は、共にボケ担当で、さらにネタ作り担当でもあった。どちらがボケをやるかについては、互いにネタ帳を見せ合い、既にネタの構成に色が出ていた水田をボケとすることに決めた。結成当初は水田が全てのネタ作りを務めており、川西は「てにをは」まで指示を受けていたが、途中からは2人のみで話し合いながら、作家を入れることなくネタを作りあげるようになった。細部にこだわる部分に変化はなく「漫才を行うにあたって無駄な言葉は1つもない」とお互い理解して作成している。
2015年までは水田の地のキャラを強めに出した「へりくつ漫才」「ネチネチ漫才」といわれているしゃべくり漫才を多く披露していた。へりくつ漫才は、水田をかわいがっていた先輩の西森洋一（モンスターエンジン）から「しゃべくり漫才をやったほうがよい」というアドバイスを受け、川西から「水田の細かい性格を活かしてネタを作ったらどうか」という提案を受けた水田が作り上げたのが起点となっている。
「前半に伏線を張り、後半に伏線を成立させる『伏線回収』の技術を盛り込んだコント漫才」をM-1グランプリ2016にて披露し、準優勝の成績を収めて以降、へりくつ漫才に続く「和牛漫才」の特徴とされている。

## エピソード
賞レースにて準優勝が多くシルバーコレクターとも称される。舞台を降りた直後、後輩たちが止めに行った方がいいのか?と考えるほどの激しい話し合いへ発展。本人たちは舞台に出たあとネタの改善のために行っており、悪気はない。漫才とは「生きざま」であり、「一生やっていこうと2人で決めていること」だった。
漫才師として舞台を第一にすると心がけており、他の仕事を断ってでも年に500回は劇場に立つと決めていた。
コンビ仲が良いことをエピソードとして関係者から指摘されていた。一方、本人たちもそれを認める旨をメディアで話していた。お互いについてどう思うかという質問について川西は「家族が1番近い表現」と、水田も「味方は川西しかいない」と述べていた。結成当初は水田の家でネタ合わせを頻繁にしていたが、その際に水田は川西にもご飯を作っていた。川西は「ネタ合わせをしながら美味しい賄いがついてきた」と感激し、500円を置いていったり帰りがけに生ゴミを捨てたりなどで感謝を表現していた。
2010年に解散の話がでたことがある。きっかけは、水田が主催したトークライブへ水田自身が遅刻して無期限の劇場出演禁止処分を受けたこと。水田は川西へ「漫才ができないのは申し訳ない」と解散を提案するも、川西は漫才の形が見えてきた時期でもあり謹慎が解かれるまで待つことを選択。その結果解散を免れた。
単独ライブで流す曲は「音楽鑑賞」が趣味である水田が決めている。単独ライブで曲を使われたことを知った『め組』のボーカルである菅原達也の依頼によりミュージックビデオ出演を果たした。
2009年、読売テレビの年末の特番ロケで川西と一緒に坂田利夫の自宅に行き「独身の坂田師匠に料理を作って差し上げよう」ということで料理を作ってもてなし、その本格的な料理と味に坂田の舌が唸った。なお、料理のできない川西は坂田と一緒に風呂に入って背中を洗い流したという。コンビ結成10年目の記念に宮川大助・花子からコンビで衣装一式プレゼントしてもらい、その姿で10周年記念ライブを行った。

## 解散
2020年頃より水田と川西の間で漫才への取り組み方について差を感じるようになり、舞台に力を入れたいという川西の求めに水田が応えられなくなっていった。2023年春頃に水田と川西で解散を決め、2024年春に向けて各方面に話をし整理をして発表しようとしていたが、週刊文春が解散を報じたため、マネージャーを加えた3名で話し合い、急遽発表を前倒し、2023年12月12日に解散発表を行った。発表後、（解散するという）フィルターがかかった状態でお客様に漫才を見てもらうのは違うだろうという判断から、解散発表翌日以降に入っていた劇場公演は全てキャンセルとし「ネタ出番活動終了」と伝えた。解散について事前に知っていたのはライブ「アキナ牛シュタイン」を取り仕切っていた河井ゆずるのみであり、和牛の意向を汲み取り、2024年以降に予定していたライブの中止を決断した。その時点で同ライブ出演者であるアキナ、稲田直樹も和牛の解散を知る。解散についてはファンはもとより芸人や業界関係者も知らなかったため、SNSには「和牛」がトレンド入りし、ネット上ではニュース速報が流れ、芸人のコメントが上がるたび記事化されるなど、現役人気漫才師の解散は多くの人を驚かせた。
トミーズ雅（トミーズ）は『せやねん!』で、「今から『花月に出る』『営業に行く』･･･いろんなことを多分20年ぐらい保証されてるコンビ。『和牛が仕事減る』はない」とした上で「僕の想像で5億ぐらい失った」と解散による損失の大きさを例えた。

## 出囃子
- THE NEATBEATS「WAH! GYU! DE! TWIST」（同バンドが和牛をイメージして書き下ろした楽曲[50]）

## M-1グランプリ
アマチュア時代から含め2006年より出場。大会が復活した2015年以降は2019年まで5年連続決勝に進み、M-1史上初「3年連続準優勝」「敗者復活2回」の記録を持つ。2021年まで出場資格があったが、2019年を最後に「やりきった感がある」という理由でM-1グランプリから卒業した。
2015年
- 準決勝の際、水田が楽屋へリップクリームを取りに行ったがなかなか戻って来ず、「どうぞ」と呼び込まれ出囃子も鳴っているのにコンビは揃っていなかったが、スタート制限時間のギリギリでようやく水田が戻ってきたことで無事ネタを披露し、決勝進出を果たした。川西は「バタバタした勢いのまま出ていったから、緊張せず良かったのかもしれない」と振り返っている。
- 決勝戦では4番目に登場し、「結婚式を抜け出した花嫁」を披露したが、結果は6位。
- 水田はリハーサルの際に何か意見があるかとプロデューサーから尋ねられ、舞台照明の色合いについて「衣装がブルーなので青は使わないでほしい」と要望を伝えた。

2016年
- 昨年の経験を元に漫才を練り直し新しいネタで挑戦するものの、惜しくも準決勝で敗退。決勝当日に行われた敗者復活戦では「彼女の手料理」のネタで視聴者投票1位となり、敗者復活枠での決勝進出を果たす。
- 決勝戦では「ドライブデート」のネタを披露。1位の銀シャリとはわずか1点差の高得点を記録し、2位で通過する。
- 最終決戦では「花火デート」のネタを披露。松本人志（ダウンタウン）からの票は得たものの、一転して銀シャリに2票差をつけられ、2位となった。
- 敗者復活時の漫才は前回の最終決戦時に披露しようと温めていたものであり、最終決戦時の漫才は準決勝で敗退を喫したものに構成や間を調整したネタだった。
- 水田は敗者復活時の衣装と決勝に登場したときの衣装を変えていた。その理由は「敗者復活戦に、水玉の衣装は合わないと思った」ため。
- この大会以降、和牛の人気が急上昇。M-1の恩恵を受けた1組となった。
- この年のネタや川西のツッコミの技量について若林正恭（オードリー）、爆笑問題、山里亮太（南海キャンディーズ）などが各々のラジオ内で褒めている。

2017年
- 去年2位だったことと1年の活躍を振り返り、優勝候補の大本命と言われていた。ファーストラウンドは9番目に登場、「ウエディングプランナー」のネタでトップ通過を果たす。
- 最終決戦では3番目に登場し「旅館」のネタを披露。7票中3票を獲得したが、3位通過だったとろサーモンに大逆転され、2年連続の2位となった。
- 今回は「絶対に（今年は優勝）決めるぞ!!」という思いをずっと抱いていた川西は、自身の背負ってきた重圧に対して「この1年、やっぱ漫才楽しくなかったんですよ」とM-1終了後のインタビューで本音を漏らした。
- 今回のM-1は3回戦から決勝含め全て違うネタを披露した。これについて本人らは「思っていたより手応えがなかったから、不安で変えた」と発言している。
- 決勝進出が決まり死ぬ気でネタを練り直すことを決めた2人は、新幹線移動中も席を隣同士にしてネタ合わせをしていた。
- ラジオ番組にゲストで呼ばれたのがきっかけで知り合った笑福亭鶴瓶から高評価を受けている。鶴瓶がお気に入りのネタは「カツ丼の歌」であり、その気持ちをわざわざ2人に電話で伝えるほどだった。

2018年
- 2年連続で2位に終わっている事や、昨年のM-1で3回戦から決勝の最終決戦まで全て違うネタで挑み勝ち上がった確かな実力から、今年も優勝候補の大本命と謳われていた。更に芸人仲間からも「最も優勝に近い」と評される存在となっていた。
- 10番目に登場し「ゾンビ」のネタを披露。難なく最終決戦進出を決めたが、今回は直前の霜降り明星に次ぐ2位での通過となった。
- 最終決戦では2番目に登場し「オレオレ詐欺」のネタを披露。奇しくも昨年と同様に7票中3票獲得するも、霜降り明星に及ばなかった。
- 今大会で和牛は史上初の「3年連続2位」を記録。2位の回数（3回）も笑い飯と並んで大会最多記録となっている。更に麒麟と並ぶ、3年連続の最終決戦進出も記録した。また、3年連続で同じ審査員（松本）から票を得るも優勝経験が無い初のコンビとなった。
- 今大会終了後に『GYAO!』で配信された「M-1グランプリ2018 世界最速大反省会」に生出演した際、水田は今大会の漢字一字を問われると「『輪』。輪廻です。生まれ変わらないと優勝できない。生まれ変わって相方（川西）と漫才をして『M-1』を獲りたい」と自虐的に語りつつも、「今年こそは（優勝）と思ったけど…」と悔しさを滲ませていた。

2019年
- 2015年の大会復活以降4年連続で決勝進出、尚且つ2016年大会から3年連続2位ということで結果発表前から優勝候補大本命と言われていたが、準決勝敗退に終わり、その事がニュースにまでなった。決勝当日に行われた敗者復活戦では、2位のミキに20万票近い差をつけて勝ち上がった。
- 決勝戦では3番目に登場し、敗者復活戦で披露したネタと同じ「引っ越しのときの部屋選び」のネタを披露。9組目終了時点で暫定3位に残るが、10組目のぺこぱに2点差で抜かれ、4位で敗退した。
- ユウキロックは2019年の和牛に対し、「2015年に復活した第11回大会から昨年まで4年連続決勝進出。そして、3年連続準優勝。合わせ技一本で『王者』と言っても過言ではない、『現代漫才界の最高傑作』『M-1の帝王』、それが『和牛』である」と絶賛した。
- 大会後、今回の大会をもって『M-1』から卒業する意向であると明かした。M-1にて最終決戦進出及び準優勝経験のあるコンビが正式に解散を発表したのはハリガネロック以来2組目であるが、最終決戦に複数回進出しているコンビとしては和牛が史上初である。

## 賞レース成績・受賞歴など

### M-1グランプリ（成績）
| 年     | 結果         | エントリーNo. | 決勝戦キャッチコピー      | 備考                                           |
| ------ | ------------ | ------------- | ------------------------- | ---------------------------------------------- |
| 2006年 | 1回戦敗退    | 1774          |                           |                                                |
| 2007年 | 2回戦敗退    | 1783          |                           |                                                |
| 2008年 | 2回戦敗退    | 1246          |                           |                                                |
| 2009年 | 準決勝敗退   | 3528          |                           |                                                |
| 2010年 | 準々決勝敗退 | 4834          |                           | 予選56位                                       |
| 2015年 | 決勝6位      | 73            | 心にさされ!非情な愛のボケ |                                                |
| 2016年 | 決勝2位      | 1796          |                           | 予選9位、敗者復活組 ファーストラウンド 2位通過 |
| 2017年 | 決勝2位      | 2467          | 3度目の正直               | ファーストラウンド 1位通過                     |
| 2018年 | 決勝2位      | 1206          | 第4形態                   | ファーストラウンド 2位通過                     |
| 2019年 | 決勝4位      | 4547          |                           | 予選11位、敗者復活組                           |
| 2020年 | 不参加       |               |                           |                                                |
| 2021年 | 不参加       |               |                           | ラストイヤー                                   |

### その他
2009年
- 第30回ABCお笑い新人グランプリ 新人賞

2010年
- 第31回ABCお笑い新人グランプリ 新人賞
- キングオブコント2010 準決勝敗退

2011年
- 第9回MBS新世代漫才アワード 決勝4位

2012年
- 日清食品 THE MANZAI 2012 本戦サーキット敗退
- 第10回MBS漫才アワード 決勝2位

2013年
- 第2回ytv漫才新人賞 決定戦3位
- 第11回MBS漫才アワード 決勝敗退
- 第34回ABCお笑いグランプリ 決勝9位
- 第43回NHK上方漫才コンテスト 準優勝
- キングオブコント2013 準決勝敗退
- 日清食品 THE MANZAI 2013 ワイルドカード決定戦敗退（本戦サーキット13位）

2014年
- 第3回ytv漫才新人賞 決定戦2位
- 第35回ABCお笑いグランプリ 決勝3位
- 第44回NHK上方漫才コンテスト 優勝
- キングオブコント2014 準決勝敗退
- 日清食品 THE MANZAI 2014 決勝敗退（本戦サーキット8位）

2018年
- 第53回上方漫才大賞 奨励賞

2019年
- 第19回 ビートたけしのエンターテインメント賞 演芸新人賞（ただし授賞式当日に会場にいなかったため非公式受賞という扱いになった）

2021年
- 第6回上方漫才協会大賞 特別賞

## 出演

### テレビ
過去のレギュラー番組
- マヨブラ流（読売テレビ、2008年4月 - 2009年3月）
- 炎上base（関西テレビ、2009年4月 - 2010年3月）
- 真夜中パンチィ（MBSテレビ、2011年4月12日 - 5月24日） - 火曜レギュラー
- やかせて!ソーセージ（MBSテレビ、2011年6月1日 - 9月27日） - 火曜レギュラー
- ソガのプワジ（MBSテレビ、2011年10月4日 - 2012年9月25日） - レギュラー
- おはよう朝日です（ABCテレビ、2013年4月2日 - 2023年3月21日）- 隔週火曜日レギュラー
- もってる!? モテるくん（MBSテレビ、2014年1月4日 - 2014年3月29日）
- ちちんぷいぷい （MBSテレビ、2017年4月5日 - 2017年9月27日） - 水曜日レギュラー「和牛の買う買うGメン」
- あのニュースで得する人損する人（日本テレビ、2017年2月9日 - 2018年9月30日）「和牛の得損リポート」
- ガリゲル（読売テレビ、2017年 - 2019年9月） - ガリゲルファミリー
- 本能Z（CBCテレビ、2017年6月7日 - 2020年）料理芸人「和牛」の新グルメ企画（準レギュラー）
- 和牛のA4ランクを召し上がれ!（南海放送、2018年4月13日 - 2024年3月31日）- 初単独冠番組
- 和牛のギュウギュウ学園（関西テレビ、2019年1月29日 - 2020年3月25日）関西初単独冠番組
- 王様のブランチ（TBSテレビ、2018年4月 - 2020年3月28日） - 午後の部にて「和牛のちょっといい部屋見てみたい」のコーナー担当
- アキナ・和牛・アインシュタインのバツウケテイナー（サンテレビ、2016年4月5日 - 2020年3月31日）
- 断ちごはん〜和牛もいただきます〜（BS日テレ、2019年4月1日 - 2020年3月30日）全国ネット初冠レギュラー番組
- ヒルナンデス!（日本テレビ、2019年4月 - 2022年9月） - 水曜日レギュラー
- ギュッとミュージック（関西テレビ、2019年5月5日 - 2023年2月）- MC
- 土曜はナニする!?（関西テレビ、2020年4月4日 - 2024年3月）- 準レギュラー
- テキシコー（NHK Eテレ、2020年4月6日 - ）- 歌・声のみレギュラー出演、また一部コーナーでは本人も出演している。
- 天才てれびくんhello,→天才てれびくん（NHK Eテレ、2020年4月6日 - 2024年3月）
- 和牛の以上、現場からお伝えしました。（関西テレビ、2020年4月7日 - 2021年3月30日 ）
- 和牛の町×ごはん（BS日テレ、2020年4月14日 - 12月23日）
- Cheeky's Channel アワード（BSよしもと、2022年4月24日 - 2023年6月25日（月1番組））- MC（同名YouTube番組からの継続番組）
- 東野・和牛の全国街ぶらチーキーズ（BSよしもと、2023年7月23日 - 2024年3月31日）

特別番組
＊MCもしくはメインキャスト
- メンバー増やして笑いも増やせ助っ人加入ネタまつり タスイチ+1（フジテレビ、2018年12月30日） - MC
- 東京一人暮らし2019 〜和牛・滝沢カレンの学校へ行こうSP〜（北陸朝日放送・福島放送・長野朝日放送・新潟テレビ21・静岡朝日テレビ）
- 実はカットされてました（フジテレビ 、2019年12月31日）
- 和牛の食材とれたてキッチンカーの旅（テレビ東京、2020年1月1日）
- 和牛旅本家 〜愛媛のおもてなしは失敗しないので〜（朝日放送テレビ、2020年2月16日）
- ヤバイ話をマンガにしてみた（日本テレビ、2020年3月9日） - ゲスト進行
- 和牛×スーパーマラドーナ×バンビーノのうまいのお!愛媛 〜行きたくなる愛媛のグルメ店〜（南海放送、2020年3月13日）
- 和牛の以上、現場からお伝えしました。〜沖縄絶景&関西衝撃グルメ大スクープSP〜（2020年3月22日、関西テレビ）
- わぎゅいたち（テレビ朝日、2020年12月28日・2021年4月3日）
- 夢の幸せ生活向上隊（ABCテレビ、2021年1月23日） - MC
- 新潟×長野 一番Get! 〜今年で5回目そろそろ決着つけちゃうぞSP〜（テレビ信州、2021年3月5日） - MC
- 情熱大陸 （MBSテレビ、2021年3月14日） - Vol.1145 和牛/漫才師
- 和牛×かまいたちのいいダシとってんねー（南海放送制作・日本テレビ系列全国28局ネット、2021年5月22日）
- 気になるドアを100本ノック!（関西テレビ、2021年8月16日） - MC
- 和牛のギュウッと瀬戸内（広島ホームテレビ・瀬戸内海放送・山口朝日放送・愛媛朝日テレビ、2021年11月27日）
  - 和牛のギュウッと!えひめ（愛媛朝日テレビ、2022年12月7日・2023年12月13日）

- 開局記念特番「Cheeky's a GoGoGo!」〜6時間生放送スペシャル〜（BSよしもと、2022年3月21日）- MC

### ラジオ
過去の番組
- 和牛のオンスト（YES-fm、2010年5月3日 - 2013年4月5日・2014年1月1日 - 4月2日） - 火曜日（2010年5月 - 2013年4月）、水曜日（2014年1月 - 2014年4月）
- ハンドレッドレディオ 第2部 和牛のクール番長（MBSラジオ、2014年1月9日 - 2014年3月27日）
- 俺達かまいたち「俺達の五分間をご自由にどうぞ」以降のコーナー 月1回出演 （ABCラジオ、2014年 - 2017年8月5日・2018年3月3日）
- 和牛のおもしろ牧場（KBS京都ラジオ、2015年10月1日 - 2016年3月24日）
- 和牛のモ〜レツ!モ〜ソウ!Night!!（ABCラジオ、2017年5月14日・6月18日・12月17日）
- 和牛のオールナイトニッポンR（ニッポン放送、2018年1月6日）
- 和牛のモーモーラジオ〜このラジオ、レアですね。和牛だけに…MOWMOW（文化放送、2018年1月13日） - ゲスト・バイク川崎バイク
  - 和牛のモーモーラジオ 〜渚のいないバルコニー〜（文化放送、2018年4月4日） - ゲスト・誠子（尼神インター）
  - 和牛のモーモーラジオ〜“あま”色の髪の乙女たち（文化放送、2018年6月16日） - ゲスト尼神インター

- SBSマイホームセンタープレゼンツ 和牛のあっとホーム家づくり（SBSラジオ、2018年3月11日）
- オールナイトニッポン50周年記念 "企業とのコラボレーション企画" （ニッポン放送、2018年6月 - 8月31日） - 深夜2時過ぎから約3分間
- 和牛のモーモーラジオ（文化放送、2018年10月3日 - 2024年3月）- 毎週金曜25時30分

### ウェブ番組
- 大阪☆春夏秋冬≪カタヤブリ≫（Kawaiian TV、2016年4月8日 - 2019年11月29日） - 隔週金曜MC
- プロポーズ大作戦 なにわフィーリングカップル5vs5（season1）（大阪チャンネル、2017年6月23日 - 8月18日）[69]
- フジモンが芸能界から干される前にやりたい10のこと（AbemaTV、2017年6月21日、2018年8月22日）[70]
- 和牛キッチン 〜川西シェフと助手水田〜（cookpadLive、2018年3月29日 - 2020年8月9日）
- 和牛のギュウギュウ学園（大阪チャンネル、2018年7月31日 - 2020年3月25日）
  - 和牛のじゅうじゅう部屋（大阪チャンネル、2018年7月31日 - 2020年3月25日） - 上記番組収録後、10分10秒（じゅうじゅう）自由（じゆう）にトークを繰り広げていたスピンオフ番組
- スマホ劇場「お笑い夏の陣」（大阪チャンネル、2019年8月5日）
- カラフル〜笑いの力で77億再生〜（Amazonプライム・ビデオ、2020年9月11日 - 18日） - 笑いの精鋭[71]
- Cheeky's channelアワード（YouTube「Cheeky's channel〜チーキーズチャンネル〜」、2020年11月 - 2022年3月（月1配信））- MC（同名継続番組が4月からBSよしもとで放送）

### ドラマ
- 恋する 肉食べ女子（ABC、2018年3月22日・29日）[72]

### アニメ映画
- 映画 デリシャスパーティ♡プリキュア 夢みる♡お子さまランチ!（東映、2022年9月23日公開） - ロボット 役[73]

### CM、その他
官公庁・公的機関
- 環境省 COOL CHOICE X YOSHIMOTO コラボムービー「ミキと和牛のCOOLな鍋パ」（2018年2月21日 - 2019年2月28日）
- 愛媛県 観光PR動画「疲れたら、愛媛。」（2019年2月11日 - ）
- 法務省 令和2年度「法の日」特設ページ 〜法務省✕吉本興業コラボ動画〜「和牛のこんなときには法務省!＝くらしの中の法務省＝」（2020年10月5日 - ）
- 農林水産省 第5回全国子ども和食王選手権（2021年2月6日）
- 国連WFP 世界食料デーキャンペーン 2021「ゼロハンガーチャレンジ食品ロス×飢餓ゼロ」（2021年9月29日 - 2021年10月31日）
- 総務省消防庁 消防団入団促進サポーター（2021年12月14日 - 2022年12月31日） - 消防団員加入促進キャンペーン（和牛の他にすゑひろがりず、オズワルド、インディアンスと共演）
- 東京都「5G Connected City 西新宿 2022 つながるまちと新たな生活」（2022年1月22日 - 1月23日）

企業
- サントリー 黒烏龍茶 Twitterキャンペーン「和牛の脂マネジメント劇場」（2017年8月4日 - 2017年9月3日）
- 日本郵便株式会社 年賀 お年玉くじ抽せん会（2018年1月14日、2019年1月20日） - 2年連続
- 牛角 2018最初の肉の日「牛角でW和牛 おいしい、楽しい「和牛」づくしの発表会」（2018年1月29日） - 和牛絡みでの初のイベント
- 日本ハム株式会社 シャウエッセン スペシャルコラボ動画（2019年2月15日 - ）
- QUO カード Pay（クオ・カード ペイ）公式イメージキャラクター音声 - クオ役：水田、ペイ役：川西（2019年3月26日 - ）
- ワーナー ブラザース ジャパン「A5ランクプロモーション」スペシャルアンバサダー（2019年5月1日 - ）
- ココナラ TVCM（2019年6月8日 - 2019年9月）
- 小林製薬 トイレの消臭元-TVCM-『ニオイの元から』篇（2019年7月11日 - ）
- セガエンタテインメント セガオンラインキャッチャーTVCM-『景品』篇、『魚にキレる』篇（2019年10月6日 - ）
- 荒野行動 2周年キャンペーン（2019年10月6日）
- キリン 氷結 web動画（2020年2月12日 -2020年6月 ） - 氷結® 復刻&最新篇 web動画
- ライフネット生命 インフォマーシャル - 水曜ヒルナンデス中に放送
- Rentio 公式アンバサダー Web / ラジオCM（2020年8月6日 - ）
- 株式会社KDDI バーチャル渋谷 au 5G ハロウィーンフェス「au 5G Presents「みんなの5G」和牛の超高速ライブ」（2020年10月30日） 

ミュージックビデオ
- め組「ござる」（アルバム「僕だってちゃんとしたかった人達へ」リード曲、2017年10月25日）
- 愛媛県公式PR動画 「疲れたら愛媛。」（2019年2月11日 - ）

オーディオコミック
- オーディオコミック セトウツミ（Audible、2016年6月7日 -） - 瀬戸役：川西、内海役：水田

## 単独ライブ
2009年
- 6月20日 - 「笑わん会最優秀記念ライブ」（baseよしもと/大阪）※初単独
- 9月18日 - 「祝!2回目」（baseよしもと/大阪）

2010年
- 1月23日 - 「よっしゃ!3回目」（baseよしもと/大阪）
- 4月16日 - 「過去最高の出来!4回目」（baseよしもと/大阪）
- 6月25日 - 「雨ニモ負ケズ、5回目」（baseよしもと/大阪）
- 8月6日 - 「ミーンミンミン!6回目」（baseよしもと/大阪）
- 8月21日 - 「乳しぼり漫才」（渋谷公園通りシアターD/東京）※東京初単独
- 11月14日 - 「ラッキー!7回目」（baseよしもと/大阪）

2011年
- 2月20日 - 「5upだよ!全員集合!」（5upよしもと/大阪）
- 3月25日 - 「ソロワギューー!」（5upよしもと/大阪）
- 8月21日 - 「今までのネタ〜あと新ネタも〜」（5upよしもと/大阪）

2013年
- 3月27日 - 「新ネタ祭り!!」（5upよしもと/大阪）
- 8月1日 - 「新ネタフェア!」（5upよしもと/大阪）
- 11月2日 - 「新ネタフルコース」（5upよしもと/大阪）

2014年
- 2月22日 - 「新ネタ見放題!!」（5upよしもと/大阪）※5upよしもと卒業単独
- 4月26日 - 「新ネタ Saturday Night!」（5upよしもと/大阪）
- 5月31日 - 「和牛 VS 梅雨入り in 幕張」（よしもと幕張イオンモール劇場/千葉）
- 8月9日 - 「和牛ネタ盛り合わせ」（シアターブラッツ/東京）

2015年
- 「和牛単独ライブ〜東名阪ゴールデンツアー!!〜」
  - 4月27日 -（HEP HALL/大阪）
  - 5月4日 -（伏見JAMMIN'/名古屋）
  - 5月6日 -（ルミネtheよしもと/東京）
  - 8月10日 - 「あの夏の新ネタを君は忘れない」（大丸心斎橋劇場/大阪）

2016年
- 2月13日 - 「FULL POWER」（ルミネtheよしもと/東京）
- 8月5日 - 和牛 結成10周年記念 NGK初単独ライブ 「10年目の新ネタラッシュ!!」（なんばグランド花月/大阪）
- 9月16日 - 和牛 結成10周年記念 単独ライブ「10年目の新ネタラッシュ!! 東京ver.」(ルミネtheよしもと/東京)

2017年
- 4月27日 - 「春の新ネタ摘み放題!!」（大丸心斎橋劇場/大阪）
- 5月20日 - 「和牛のネタ牧場〜ネタもトークもたくさん育ってます!!〜」（ルミネtheよしもと/東京）
- 6月18日 - 「ヌマンザイ〜和牛が沼津で漫才やります〜」（沼津ラクーンよしもと劇場/静岡）
- 「和牛がチャンピオンになるための全国ツアー!!」
  - 8月23日 -（なんばグランド花月/大阪）
  - 9月8日 -（仙台市福祉プラザ ふれあいホール/宮城）
  - 9月15日 -（ターミナルプラザことにパトス/北海道）※2回公演
  - 9月22日 -（よしもと祇園花月/京都）
  - 9月30日 -（ゲバントホール/広島）
  - 10月9日 -（東文化小劇場/愛知）
  - 10月20日 -（松前総合文化センター 広域学習ホール/愛媛）
  - 10月27日 -（ルミネtheよしもと/東京）
  - 10月29日 -（イムズホール/福岡）※2回公演

2018年
- 「ホールでみんなで騒ごやないか!近隣の人達に迷惑かけんとこな!」
  - 7月1日 -（電力ホール/宮城）
  - 7月22日 -（アステールプラザ大ホール/広島）
  - 8月19日 -（なんばグランド花月/大阪）
  - 8月31日 -（福岡市民会館大ホール/福岡）
  - 9月16日 -（道新ホール/北海道）
  - 10月1日 -（東京ドームシティホール/東京）

2019年
-  和牛全国ツアー2019「いま、会いにゆきます〜そして漫才します〜」
  - 6月18日 -（日本特殊陶業市民会館ビレッジホール/愛知）
  - 7月5日 -（福岡市民会館大ホール/福岡）
  - 7月21日 -（はつかいち文化ホールウッドワンさくらぴあ大ホール/広島）
  - 8月1日 -（IYO夢みらい館/愛媛）
  - 8月11日 -（電力ホール/宮城）
  - 8月18日 -（なんばグランド花月/大阪）
  - 8月30日 -（道新ホール/北海道）
  - 9月20日 -（メルパルクホール/東京）

2022年
- 和牛 結成15周年+1 全国ツアー2022
  - 6月5日 -（なんばグランド花月/大阪）
  - 6月23日 -（松山市総合コミュニティセンター・文化ホール/愛媛）
  - 7月16日 -（福岡国際会議場メインホール/福岡）
  - 8月14日 -（ウッドワンさくらぴあ/広島）
  - 9月1日 -（日本特殊陶業市民会館・ビレッジホール/愛知）
  - 10月2日 -（道新ホール/北海道）
  - 10月28日 -（電力ホール/宮城）
  - 11月20日 -（LINE CUBE SHIBUYA/東京）
  - 12月1日 - （なんばグランド花月）

2023年
- 和牛 全国ツアー2023
  - 6月10日 -（日本青年館/東京）
  - 6月24日 -（今治市公会堂/愛媛）
  - 7月1日 -（道新ホール/北海道）
  - 7月14日 -（福岡国際会議場メインホール/福岡）
  - 7月28日 -（なんばグランド花月/大阪）
  - 8月20日 -（電力ホール/宮城）
  - 9月8日 -（日本特殊陶業市民会館ビレッジホール/愛知）
  - 9月20日 -（JMSアステールプラザ・大ホール/広島）

## 関連商品

### DVD
- 凸base（デコベース）〜baseよしもとネタ全集2010〜（2010年1月1日）
- ytv×YOSHIMOTO ワイワイオールナイトライブ! 〜にけつッ!!・マヨブラジオ・baseよしもと〜（2010年6月23日）
- 凹baseボコベース baseよしもと 水泳大会 2010 【DVD】（2010年10月1日）
- 凸base（デコベース）〜baseよしもとネタ全集2011〜（2011年1月26日）
- 凹baseボコベース baseよしもと 野球大会 2011（2011年2月23日）
- 5upよしもとネタ大全集2012〜本ネタ＆裏ネタコレクション〜 【DVD】（2012年1月11日）
- キングオブコント2013 【DVD】（2013年12月18日）
- 5upよしもとカウントダウンライブ2013→2014 ネタあり、歌あり、ダンスあり、ゲームあり、ジャンケン大会あり、卒業あり、いろいろありすぎてもうムチャクチャどす!!（2014年4月23日）
- ロケみつ ザ・ワールド 桜 稲垣早希と挑む! 香港・マカオ3番勝負!（2014年6月25日） - 水田のみ
- キングオブコント2014【DVD】（2014年12月24日）
- M-1グランプリ2015 完全版 漫才頂上決戦 5年分の笑撃〜地獄からの生還…再び〜（2016年12月2日）
- M-1グランプリ2016 伝説の死闘! 〜魂の最終決戦〜（2017年7月26日）
- アキナ・和牛・アインシュタインのバツウケテイナーDVD（2017年9月27日）
- IPPONグランプリ17（2017年11月15日） - 副音声解説和牛
- 和牛 漫才ライブ2017〜全国ツアーの密着ドキュメントを添えて〜（2017年11月15日） - 初単独DVD
- M-1グランプリ2017 人生大逆転! 〜崖っぷちのラストイヤー〜（2018年5月23日）
- M-1グランプリ2018 〜若き伏兵はそこにいた〜（2019年5月29日）
- アキナ・和牛・アインシュタインのしゃっふるゆるゆる旅 のはずが… 〜時間制限アリ！編〜（2019年6月5日）
- 和牛のA4ランクを召し上がれ! Vol.1〜3（2020年1月20日）
- アキナ・和牛・アインシュタインのバツウケテイナーDVD BOX1~3（2020年12月2日）
- M-1グランプリ2019 〜史上最高681点の衝撃〜（2020年6月3日）
- 和牛のA4ランクを召し上がれ! Vol.4〜6（2021年4月13日）
- 情熱大陸×和牛（2021年9月8日）[99]

### 連載
- ダ・ヴィンチ「和牛の一歩ずつ、一歩ずつ。」（KADOKAWA、2018年4月号 - ） - 水田と川西が交互に連載

### 書籍
- 別冊+act.Vol.30 (2018)-CULTURE SEARCH MAGAZINE ワニムックシリーズ（2018年12月） - 表紙及び巻頭特集
- 週刊朝日 2019年2月1日号（2019年1月22日） - 表紙
- ゼクシィ6月号（2019年4月23日） - 付録（彼専用ゼクシィ）
- cookpadLive公式レシピ 和牛キッチン 川西シェフ・助手水田 ヨシモトブックス（2020年6月20日）
- 和牛の一歩ずつ、一歩ずつ。- KADOKAWA（2021年3月1日）
- ダ・ヴィンチ 2021年4月号 （2021年3月7日） - 表紙

### アプリ
- 和牛のモ〜ダッシュ（2018年3月13日- ）
- 和牛のしゃべるスタンプ（2018年6月29日 - ）
- 対決！よしもと大運動会（2019年10月14日、よしもとゲームズ） - 水田シロクマ、川西シバイヌの声[100]